# Nikołaj Bobrikow
Nikołaj Iwanowicz Bobrikow (ros. Николай Иванович Бобриков, ur. 15 stycznia?/27 stycznia 1839 w Strielnej, zm. 17 czerwca 1904 w Helsinkach) – rosyjski wojskowy i działacz państwowy, generał-gubernator Wielkiego Księstwa Finlandii w latach 1898–1904, prowadzący w latach swojego urzędowania kampanię rusyfikacji Finlandii.

## Życiorys
Pochodził z rodziny szlacheckiej. W 1858 rozpoczął służbę jako podporucznik w 1 batalionie strzelców lejbgwardii. W 1864 ukończył studia w Nikołajewskiej Akademii Sztabu Generalnego i od 1884 do 1898 był szefem sztabu wojsk gwardii oraz petersburskiego okręgu wojskowego. W 1897 uzyskał stopień generała piechoty, w 1898 został generałem-adiutantem, w 1900 wszedł do Rady Państwa. Od 1898 był generał-gubernatorem Wielkiego Księstwa Finlandii oraz głównodowodzącym wojskami fińskiego okręgu wojskowego. Jego nominacja, równoległa z powierzeniem Wiaczesławowi Plehwe stanowiska sekretarza stanu ds. Finlandii, oznaczała początek zmasowanej kampanii rusyfikacji Finlandii i likwidacji jej autonomii, opartej na przywilejach nadanych przez Aleksandra I w 1809. W 1899 ogłoszony został manifest wprowadzający w Wielkim Księstwie Finlandii prawodawstwo rosyjskie oraz zmieniający zasady pełnienia przez Finów służby wojskowej. Całkowicie lojalne dotąd społeczeństwo fińskie nagle znalazło się w zdecydowanej opozycji wobec rosyjskiej administracji. W tym samym roku Bobrikow wydał ukaz zabraniający wybierania na wyższe stanowiska administracyjne osób nieznających języka rosyjskiego, w rok później wprowadził tenże język jako urzędowy w kancelarii generał-gubernatora, następnie w Senacie (1903). W 1901 zlikwidował w Finlandii wolność zgromadzeń, w 1902 uzyskał prawo do zastępowania Rosjanami urzędników narodowości fińskiej, co następnie na większą skalę czynił. W 1903 Bobrikow otrzymał szczególne pełnomocnictwa, których oficjalnym celem było zachowanie bezpieczeństwa i porządku publicznego. Konsekwentnie zwalczał opozycję. 16 czerwca 1904 został śmiertelnie postrzelony w brzuch przez fińskiego nacjonalistę Eugena Schaumana (dwa pozostałe pociski zatrzymały się na jego orderach) i pomimo operacji przeprowadzonej przez Richarda Faltina zmarł w szpitalu następnego dnia wcześnie rano.